# Của để dành
Của để dành (tiếng Anh: The Saving) là một bộ phim truyền hình được thực hiện bởi Trung tâm Phim truyền hình Việt Nam, Đài Truyền hình Việt Nam do Đỗ Thanh Hải làm đạo diễn. Phim được chuyển thể từ truyện ngắn cùng tên của nhà văn Nguyễn Thị Thu Huệ. Phim phát sóng lần đầu trong chương trình Văn nghệ Chủ nhật vào năm 1998 trên kênh VTV3.

## Nội dung
Của để dành xoay quanh gia đình bà Vi (NSƯT Hoàng Yến) với ba đứa con lớn là Thanh (Anh Tú), Tiến (Hồng Tuấn) và Thư (Thu Hường). Khi còn khỏe, bà Vi luôn là người cáng đáng chuyện trong gia đình và chăm lo cho các con của mình, nhưng đến khi bà bị bệnh tật cần người chăm sóc, cả ba đứa con của bà lại quá bận rộn với công việc nên không có thời gian để ở bên mẹ. Vì vậy, họ đã quyết định tìm người giúp việc cho mẹ, nhưng tất cả đều không ở lại làm được lâu. Thất vọng vì các con, bà đã quyết định bỏ đi. Chỉ khi ấy, ba người con mới nhận ra bà Vi quan trọng thế nào. Vì thế họ đã lo lắng và sốt sắng đi tìm mẹ mình. Sau khi cảm thấy đã cho các con của mình một bài học đích đáng, cuối cùng bà cũng trở về.

## Diễn viên
- Hoàng Yến trong vai bà Vi[6]
- Anh Tú trong vai Thanh[7]
- Thu Hường trong vai Thư[8]
- Hồng Tuấn trong vai Tiến[9]
- Mai Châu trong vai Bà Mộc
- Hoàng Dũng trong vai Giám đốc
- Phát Triệu trong vai Ông Hợp
- Đức Hải trong vai Việt kiều Vỹ
- Quách Thu Phương trong vai Lan
- Đào Thị Loan trong vai Bà Đất
- Thùy Giang trong vai Lài
- Hương Mai trong vai Bé Luyến[10]
- Dũng Nhi trong vai Bố Lan
- Huyền Thanh trong vai Mẹ Lan
- Kim Xuyến trong vai Bà chủ hàng quần áo
- Kim Oanh trong vai Bà chủ thuê nhà
- Thu Hải trong vai Hoa
- Tuấn Quang trong vai Bạn Tiến
- Mạnh Quân trong vai Người yêu Lài
- Tiến Quang trong vai Trưởng đoàn chèo
- Trần Khánh trong vai Toan
- Sỹ Tiến trong vai Bạn Thanh
- Hoàng Điệp trong vai Mẹ Lài
- Quang Trung trong vai Bác sĩ
- Tuấn Dương trong vai Đạo diễn
- Quốc Khánh trong vai Trợ lý
- Hoa Thúy trong vai Người mẹ nhặt rác
- Thanh Dương trong vai Anh xe thồ
- Thu Hương trong vai Chủ nợ
- Trần Cường trong vai Thanh niên đòi nợ 1
- Hoàng Thu trong vai Thanh niên đòi nợ 2

## Ca khúc trong phim
Bài hát trong phim là ca khúc "Lời ru cho con" phổ nhạc từ bài thơ cùng tên của nhà thơ Lê Thị Kiều Anh, do Xuân Phương sáng tác và Trần Thu Hà thể hiện. Để viết nên ca khúc, nhạc sĩ Xuân Phương cùng đạo diễn Thanh Hải đã phải bỏ công sức đến các hiệu sách ở phố Tràng Tiền tìm bài thơ có nội dung phù hợp với tinh thần của phim. Ban đầu, ca khúc có tên là "Lời ru tình mẹ" nhưng sau đó Đỗ Thanh Hải đã đổi tên lại thành "Lời ru cho con". Tuy được phổ thơ từ sáng tác của nhà thơ Kiều Anh, nhưng đến khi bài hát được hoàn thành, nhạc sĩ Xuân Phương vẫn chưa có cơ hội gặp tác giả bài thơ. Đây được coi là bản hit thứ hai của ca sĩ Hà Trần sau bài hát trước đó là "Em về tinh khôi" do Quốc Bảo sáng tác. Ca khúc sau này đã được đưa vào album phòng thu đầu tiên của nữ ca sĩ Em về tinh khôi phát hành năm 1999 và được cô hát lại một lần nữa trong chương trình Gala Chào 2015 với chủ đề "Âm nhạc trong phim".

## Sản xuất
Sau tác phẩm đầu tay gây tiếng vang là Xin hãy tin em, đạo diễn Đỗ Thanh Hải đã làm tiếp một bộ phim nói về đề tài tình mẫu tử. Kịch bản phim được chuyển thể từ truyện ngắn cùng tên của nhà văn Nguyễn Thị Thu Huệ, thuộc thể loại tâm lý tình cảm.
Bộ phim đánh dấu lần đầu tiên diễn viên Thu Hường bước chân vào nghiệp diễn khi đang học nốt năm cuối tại Trường Đại học Sân khấu - Điện ảnh Hà Nội. Ban đầu, nhân vật bà Vi trong phim được nhắm đến Ngọc Thoa, nhưng do khi đó sức khỏe chồng của nữ diễn viên đang yếu nên cuối cùng Hoàng Yến đã được giao cho vai diễn này.

## Đón nhận
Tại thời điểm phát sóng, tác phẩm đã thu hút nhiều chú ý từ khán giả và tạo nên một cơn "địa chấn nhỏ" trong số các bộ phim truyền hình Việt Nam; được cho là vì sự dung dị, chân thật trong những thước phim cùng diễn xuất của dàn diễn viên. Bộ phim cũng gắn liền với thế hệ người xem 7X, 8X và được ghi nhận khi làm nên tên tuổi Đỗ Thanh Hải, tạo lập tiền đề cho các tác phẩm sau này của ông. Ca khúc chủ đề của phim đã trở thành ký ức của người xem truyền hình những năm 2000. Các trích đoạn phim vẫn thu hút lượng tương tác cao từ cư dân mạng sau 25 năm lên sóng.
Bộ phim là tác phẩm thành công và tiêu biểu nhất của Hoàng Yến trong suốt sự nghiệp diễn xuất của bà. Dù là lần đầu đóng phim, Thu Hường đã thành công khi khắc họa vai diễn của mình, đến mức nhiều người nhầm lẫn tính cách cô với ngoài đời và cô còn không mua được đồ vì người bán "ghét Thư trên phim". Nhưng cũng có người lại tặng cho cô vài món quà nhỏ vì quá thích diễn xuất của nữ diễn viên. Sau bộ phim, Thu Hường bị chết vai với các nhân vật chanh chua, đanh đá trong những vở kịch, bộ phim khác. Về sau, trang Báo điện tử VOV đã coi đây là một trong những vai diễn xuất sắc để đời của Anh Tú.

### Đánh giá chuyên môn
Trong một bài viết của nhà phê bình Tô Hoàng, được đưa vào cuốn tuyển tập Một thế giới khác được nhìn qua ống kính xuất bản năm 1999, ông nhận xét bộ phim đã chạm đến một chủ đề rất lạ và "chưa thấy ở phim nào trước đó", cho rằng tác phẩm là minh chứng cho sự quan trọng của nền tảng văn học đối với điện ảnh. Tác giả cũng dành lời khen ngợi phim khi được chăm chút kỹ càng dưới bàn tay của đạo diễn Đỗ Thanh Hải, dù còn một số chỗ có thể "châm chước, bỏ qua", và lấy Của để dành làm một "ví dụ mà người xem ký thác ở những người làm phim truyền hình nước ta!".